# 双辽农场
双辽农场位于吉林省四平市双辽市，是四平辽河农垦管理区下辖的农垦企业，其辖区亦是双辽市的类似乡级单位。
2018年双辽农场7个社区划入双山镇属地管理；双山鸭场2个社区划入新立乡属地管理。

## 行政区划
下辖以下地区：
双辽农场一分场、双辽农场二分场、双辽农场三分场、双辽农场四分场、双辽农场五分场和双辽农场博爱分场。